# Dittico Queriniano
Il dittico Queriniano è un dittico in avorio (255x268x26 cm) risalente al V secolo, conservato nel Museo di Santa Giulia a Brescia.
Acquistato dal cardinale Angelo Maria Querini durante il Settecento, l'opera passa per lascito al Museo dell'Era Cristiana nell'Ottocento per poi entrare, definitivamente, nel catalogo delle opere del museo.

## Storia
Le due tavole, come dimostra l'affinità compositiva delle figure e dello sfondo architettonico, dovevano far parte di un'unica opera, forse un cofanetto destinato a contenere doni oppure un vero e proprio dittico..
L'opera, sconosciuta alla letteratura artistica antica, entra a far parte, per acquisto, della collezione di Angelo Maria Querini durante la prima metà del Settecento. La tavola di sinistra era già contenuta nella cornice di rame dorato, che sul retro porta inciso il nome di Pietro Barbo, vissuto nel Quattrocento e, evidentemente, un precedente possessore dell'opera. Querini, per completare il dittico, fa realizzare un'uguale cornice per la tavola di destra, ancora presente. Assieme a tutti gli altri pezzi raccolti dal colto cardinale nel corso della sua vita passa, per lascito testamentario, al comune di Brescia nel 1755.
Esposto per la prima volta nel Museo dell'Era Cristiana, aperto in alcuni locali del soppresso monastero di Santa Giulia all'inizio dell'Ottocento, trova qui posizione stabile. Con l'apertura del Museo di Santa Giulia, avvenuta nel 1998, il dittico trova collocazione definitiva nel settore "Collezionismo e arti applicate", nelle vetrine dedicate alla Collezione Querini.

## Descrizione e stile
Le due tavole del dittico presentano raffigurazioni mitologiche a soggetto amoroso, identificabili con Diana e Endimione a sinistra e Fedra e Ippolito a destra.  Ciascuna coppia è inserita in un contesto architettonico ad arco retto da colonne con capitello di ordine corinzio, all'interno de quale, come coronamento, è circoscritta una conchiglia. Tra le due coppie è presente un amorino alato.
È probabile che i due rilievi siano opera di artisti diversi: l'incisore della valva con Fedra e Ippolito appare maggiormente legati alla classicità, con Ippolito vestito da cacciatore, con ai piedi un cane da caccia,  che legge in un dittico in miniatura la lettera amorosa di Fedra, mentre la valva con Diana e Endimione è caratterizzata da un'arte più tarda e rigida, propria del V secolo. 
Il soggetto di quest'ultima coppia non è sicuro, perché Endimione di solito è raffigurato nudo e dormiente e Diana-Selene con una veste lunga e panneggiata. I personaggi potrebbero essere più plausibilmente "Venere ed Enea" nell'incontro descritto nell'Eneide. L'uomo infatti è raffigurato vestito con il tipico copricapo troiano, il berretto frigio, lancia e scudo, attributi da guerriero. La donna è vestita come un'amazzone cacciatrice, ma riporta i capelli legati nel fiocco tipico di Venere (ne sono esempi la statua di Venere capitolina e della Venere Landolina), quindi è da identificare con Venere travestita da Ninfa cacciatrice, che consola il figlio, appena naufragato sulle sponde africane, come la descrive Virgilio nel Libro I dell'Eneide. L'amorino tra i due riporta due corone di mirto, o corone ovali, usate dai romani per l'ovazione, una specie di trionfo minore, ritenuto dono di Venere, forse un riferimento ad un'ovazione celebrata nel V secolo. Questa interpretazione collega le due coppie come due diversi amori, quello materno della dea Venere, madre di Enea, amore lecito (Eros incorona entrambi i personaggi) quindi fonte di prosperità, e quello passionale della matrigna Fedra, amore illecito (Eros trafigge solo Fedra) che sarà fonte di disgrazia per entrambi i personaggi.

## Altre immagini

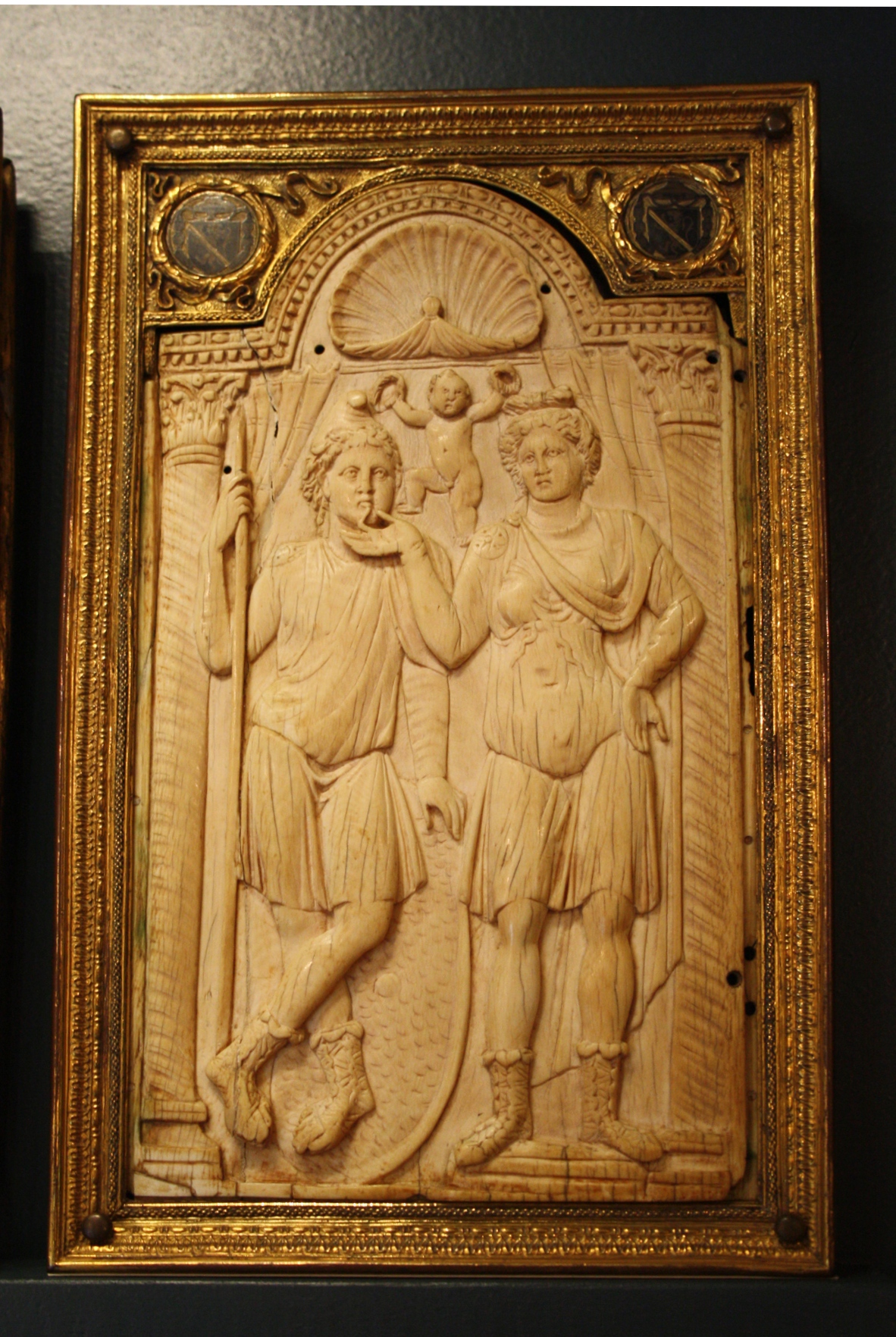
Diana e Endimione
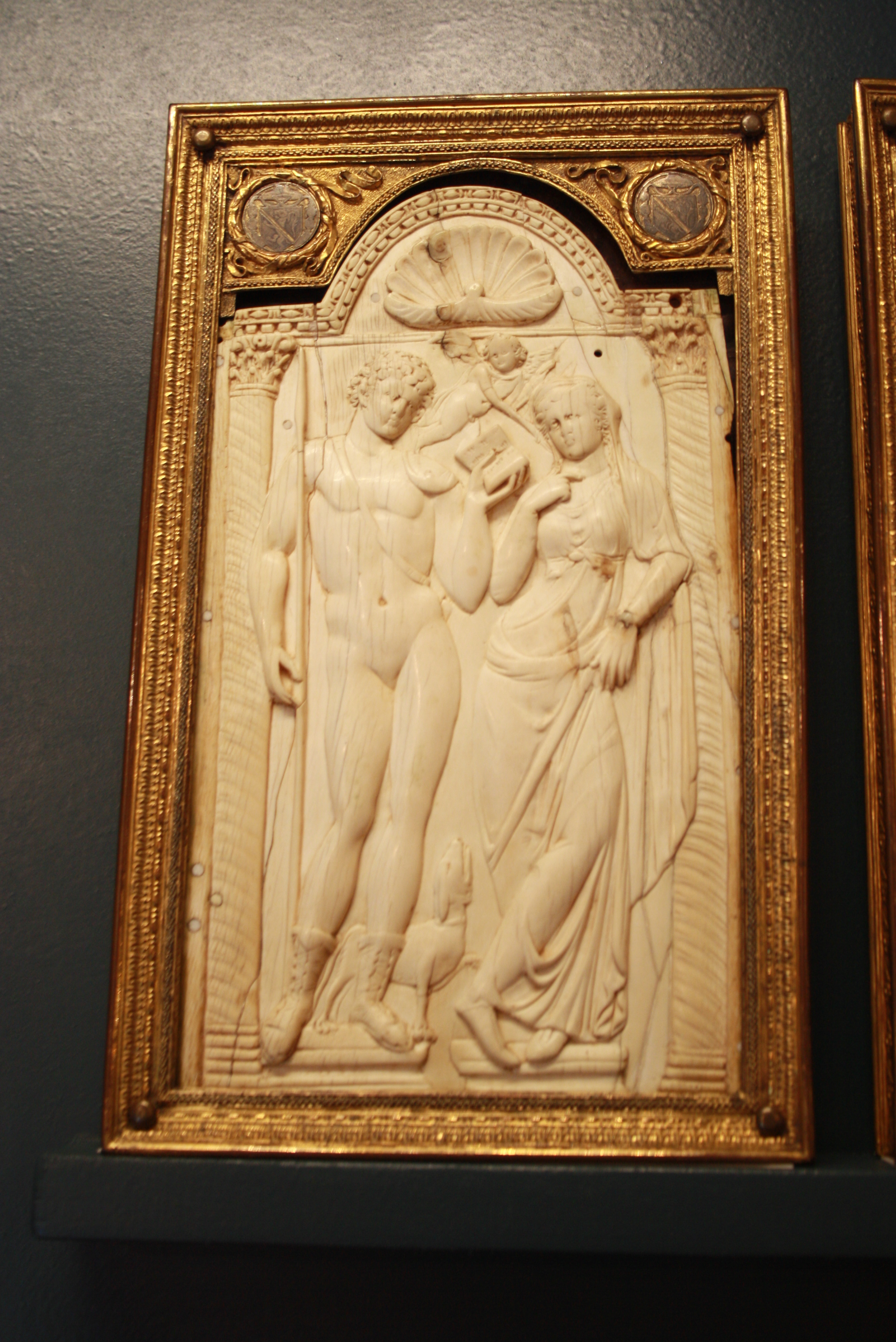
Fedra e Ippolito